# 12 Gardens Live
12 Gardens Live je kompilacija skladb ameriškega kantavtorja Billyja Joela, ki jih je ta izvedel med rekordnim nizom 12 razprodanih koncertov v Madison Square Gardnu v New Yorku, v začetku leta 2006. Album je izšel 13. junija 2006.
Čeprav album vsebuje nekaj Joelovih največjih hitov, je večina teh transponirana v nižje tonalitete zaradi Joelovega globljega glasu. 12 Gardens Live je tudi prvi album v živo, ki vsebuje skladbo »Piano Man«.

## Seznam skladb
Vse skladbe je napisal Billy Joel.
| Disk 1 | Disk 1                                            | Disk 1  |
| Št.    | Naslov                                            | Dolžina |
| ------ | ------------------------------------------------- | ------- |
| 1.     | „Prelude/Angry Young Man‟                         | 5:21    |
| 2.     | „My Life‟                                         | 4:59    |
| 3.     | „Everybody Loves You Now‟                         | 3:04    |
| 4.     | „The Ballad of Billy the Kid‟                     | 5:30    |
| 5.     | „The Entertainer‟                                 | 4:01    |
| 6.     | „Vienna‟                                          | 3:35    |
| 7.     | „New York State of Mind‟                          | 7:05    |
| 8.     | „The Night Is Still Young‟                        | 5:13    |
| 9.     | „Zanzibar‟                                        | 5:57    |
| 10.    | „Miami 2017 (Seen the Lights Go Out on Broadway)‟ | 5:03    |
| 11.    | „The Great Wall of China‟                         | 5:07    |
| 12.    | „Allentown‟                                       | 3:51    |
| 13.    | „She's Right On Time‟                             | 3:56    |
| 14.    | „Don't Ask Me Why‟                                | 3:10    |
| 15.    | „Laura‟                                           | 5:19    |
| 16.    | „A Room Of Our Own‟                               | 4:10    |

| Disk 2 | Disk 2                              | Disk 2  |
| Št.    | Naslov                              | Dolžina |
| ------ | ----------------------------------- | ------- |
| 1.     | „Goodnight Saigon‟                  | 7:17    |
| 2.     | „Movin' Out (Anthony's Song)‟       | 3:48    |
| 3.     | „An Innocent Man‟                   | 5:41    |
| 4.     | „The Downeaster "Alexa"‟            | 3:50    |
| 5.     | „She's Always A Woman‟              | 3:41    |
| 6.     | „Keeping the Faith‟                 | 4:53    |
| 7.     | „The River of Dreams‟               | 5:21    |
| 8.     | „A Matter of Trust‟                 | 4:39    |
| 9.     | „We Didn't Start The Fire‟          | 4:47    |
| 10.    | „Big Shot‟                          | 4:23    |
| 11.    | „You May Be Right‟                  | 4:49    |
| 12.    | „Only The Good Die Young‟           | 3:43    |
| 13.    | „Scenes From An Italian Restaurant‟ | 7:35    |
| 14.    | „Piano Man‟                         | 5:43    |
| 15.    | „And So It Goes‟                    | 3:50    |
| 16.    | „It's Still Rock and Roll to Me‟    | 3:26    |

## Lestvice
| Država   | Lestvice | Lestvice   | Lestvice |
|          | Mesto    | Št. tednov |          |
| -------- | -------- | ---------- | -------- |
| Avstrija | 11       | 6          |          |
| Japonska | 52       | 6          |          |
| ZDA      | 14       |            |          |